# Amphineurus (Nothormosia) fimbriatulus
Amphineurus (Nothormosia) fimbriatulus is een tweevleugelige uit de familie steltmuggen (Limoniidae). De soort komt voor in het Australaziatisch gebied.